# Comuna Sîtovîci, Kovel
Sîtovîci (în ucraineană Ситовичі) este o comună în raionul Kovel, regiunea Volînia, Ucraina, formată din satele Sîtovîci (reședința) și Svitle.

## Demografie
Componența lingvistică a satului Sîtovîci
     Ucraineană (99,54%)
     Alte limbi (0,23%)
Conform recensământului din 2001, majoritatea populației satului Sîtovîci era vorbitoare de ucraineană (99,54%), existând în minoritate și vorbitori de alte limbi.